# Cascades Lisboa
Les cascades Lisboa són les cascades més altes de Mpumalanga, Sud-àfrica. Estan situades a prop de l'escarpat God's Window i de les moltes altres cascades de la província de Mpumalanga, com les cascades Berlin, les cascades Lone Creek i les cascades Mac-Mac.
Les cascades Lisboa es troben al Lisbon Creek, just al nord de Graskop, a la carretera R532, als afores de la Reserva natural del canó del riu Blyde (Blyde River Canyon Nature Reserve).
Les cascades tenen 94 metres d'altura i van ser nomenades per la capital de Portugal.
Les cascades formen part de la Ruta Panorama.

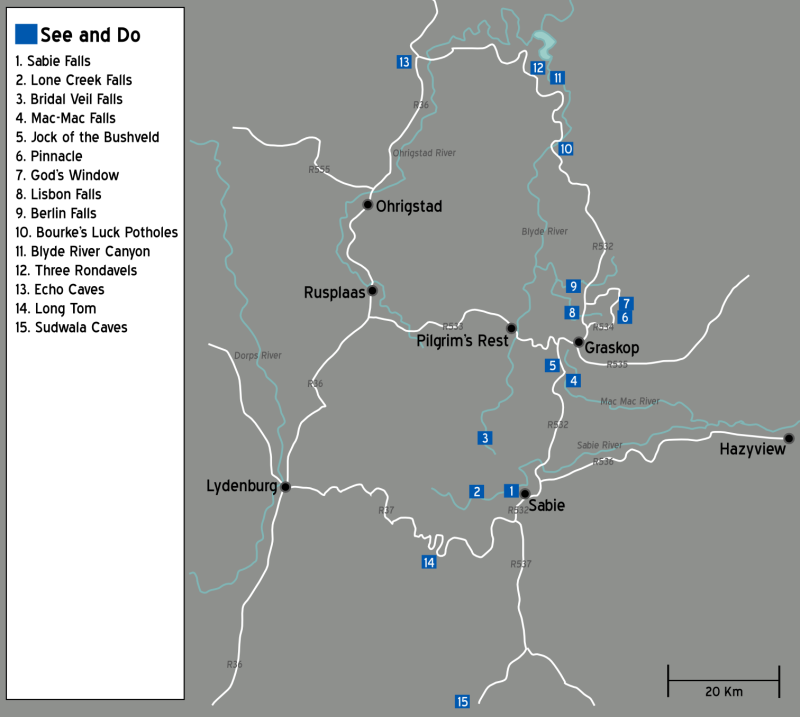
Punts d'interès de la Ruta Panorama (cascades Lisboa al número 8)